# Oliarus difficilis
Oliarus difficilis är en insektsart som beskrevs av Van Duzee 1912. Oliarus difficilis ingår i släktet Oliarus och familjen kilstritar. Inga underarter finns listade i Catalogue of Life.